# Tauriko

Tauriko est une banlieue de la cité de Tauranga, située dans la baie de l’Abondance dans le nord de l’île du Nord de la Nouvelle-Zélande.

## Démographie
Tauriko avait une  population de 177 habitants lors du recensement de 2018 en Nouvelle-Zélande, en diminution de 39 personnes (−18,1 %) depuis le recensement de 2013 et une diminution de 18 personnes (−9,2 %) depuis le recensement de 2006. 
Il y avait 60 logements. 
On notait la présence de 96 hommes et 81 femmes, donnant un sexe-ratio de 1,19 homme pour une femme. 
L’âge médian était de 37,6 ans (comparé avec les 37,4 ans au niveau national), avec 33 personnes  (soit 18,6 %) âgées de moins de 15 ans, 39 personnes (22,0 %) âgées de 15 à 29 ans, 99 personnes (soit 55,9 %) âgées de 30 à 64 ans, et 9 personnes (5,1 %) âgées de 65 ans ou plus.
L’ethnicité était pour 91,5 % européens/Pākehā, 18,6 % Māori, 1,7 % peuples du Pacifique et 1,7 % asiatiques (le total peut faire plus de 100% dans la mesure où des personnes peuvent s’identifier de multiples ethnicités).
La proportion de personnes nées outre-mer était de 10,2 %, comparée avec les 27,1 % au niveau national.
Bien que certaines personnes objectent à donner leur religion, 59,3 % n’avaient aucune religion, 33,9 % étaient chrétiens, 1,7 % étaient hindouistes et 1,7 % avaient une autre religion.
Parmi ceux d’au moins 15 ans d’âge, 12 personnes (soit 8,3 %) avaient un niveau de bachelier ou un degré supérieur, et 24 personnes (soit 16,7 %) n’avaient aucune qualification formelle. 
Le revenu médian était de 38,200 $, comparé avec les 31,800 $ au niveau  national. 
Le statut d’emploi de ceux d’au moins 15 ans était pour 84 personnes (soit 58,3 %)  un emploi à temps plein, pour 27 personnes (soit 18,8 %) un emploi à temps partiel, et 3 personnes (2,1 %) étaient sans emploi.

## Éducation
L’école de Tauriko School est une école publique, mixte, assurant le primaire des années 1 à 8  avec un effectif de 288 élèves en mars 2020 .